# Johann Heinrich Fierz
Johann Heinrich Fierz (* 12. September 1813 in Meilen; † 11. Juni 1877 in Fluntern, heute Zürich) war ein Zürcher Textilindustrieller, Nationalrat, Gesandter des Schweizerischen Bundesrates an der Eröffnung des Sueskanals und ab 1872 Präsident des von ihm gegründeten Aktienbauvereins in Zürich.
Von 1824 bis 1828 besuchte er das Institut von Heinrich Hüni-Nägeli in Horgen und machte eine kaufmännische Lehre in der Baumwollfabrik Hürlimann in Richterswil. 1843 gründete er mit Heinrich Hüni-Stettler die Seidenfabrik Hüni & Fierz in Horgen. Ab 1850 führte er einen selbstständigen Handelsbetrieb für Baumwolle in Fluntern.
Der Aktienbauverein erstellte im neu zu besiedelnden heutigen Zürcher Industriequartier eine Arbeiterhaus-Siedlung. Über dieses sogenannte „Fierzquartier“ wurde bereits an der Schweizerischen Landesausstellung 1895 in Genf berichtet. Zwischen 1873 und 1880 gebaut, ist es die älteste Sozialsiedlung der Stadt Zürich. Die heute noch stehenden Häuschen bilden ein geschütztes Ortsbild. Nach dem Motto Sparen aber schön gebaut, war die Schaffung von gesunden und billigen Wohnhäusern mit viel Licht, Sonne, Luft und einem kleinen Garten für Selbstversorger das Leitbild dieser vorbildlichen Wohnsiedlung.
Gottfried Semper baute in den Jahren 1864–1867 für Fierz an der Zürichbergstrasse 2 und 8 ein Kontor und Lagerhaus. Seit 1910 im Besitz des Kantons Zürich, wurde der Bau zwischen 1988 und 2003 vom Zürcher Architekten Willi Egli umfassend restauriert.